# Puresa (mecànica quàntica)
La puresa o purea en mecànica quàntica és un escalar definit com
{\displaystyle \gamma \,\equiv \,{\mbox{Tr}}(\rho ^{2})\,}
on {\displaystyle \rho \,} és la matriu densitat de l'estat. La puresa pot anar entre a unitat, corresponent a un estat completament pur, i {\displaystyle 1/d\,}, corresponent a un estat completament mesclat. (Aquí, {\displaystyle d\,} és la dimensió de la densitat de matriu.)
La puresa està trivialment relacionada amb l'entropia linear {\displaystyle S_{L}\,} d'un estat per
{\displaystyle \gamma =1-S_{L}\,.}